# Списък на реките в Румъния
А — Б — В — Г — Д —
Е — Ж — З — И — Й —
К — Л — М — Н — О —
П — Р — С — Т — У —
Ф — Х — Ц — Ч — Ш —
Щ — Ю — Я

## А
- Ариеш (164 km, 3005 km²), десен приток на Муреш
- Арджеш (350 km, 12 600 km²), ляв приток на Дунав

## Б
- Бахлуй (104 km, 1915 km²), десен приток на Жижия
- Бега (244* km, 4458 km²), ляв приток на Тиса
- Бърлад (207 km, 7330 km²), ляв приток на Сирет
- Бистрица (283 km, 7039 km²), десен приток на Сирет
- Бистрица, басейна на Самош (Сомеш)
- Бузъу (302 km, 5264 km²), десен приток на Сирет

## В
- Ведя (224 km, 5430 km²), ляв притокна Дунав

## Д
- Дунав (2857 km, 817 000 km²),влива се в Черно море
- Дъмбовица (286 km, 2837 km²), ляв приток на Арджеш

## Ж
- Жиу (331 km, 10 070 km²), ляв приток на Дунав
- Жижия (280 km, 5757 km²), десен приток на Прут

## К
- Канагьол (110* km, в Румъния - 10 km), влива се в езерото Гърлица
- Кришул Алб (Фехер Кьорьош) (236* km, 4240 km²), лява съставяща на Кьорьош
- Кришул Негру (165* km, в Румъния 147 km, 2973 km²), дясна съставяща на Кьорьош
- Кришул-Репеде (Шебеш-Кьорьош) (209* km, 9119 km²), десен приток на Кьорьош

## М
- Малък Сомеш (Сомешул Мик)
- Молдова (213 km, 4299 km²), десен приток на Сирет
- Муреш (789* km, в Румъния - 739 km), ляв приток на Тиса

## Н
- Нера (124* km, в Румъния - ? km), ляв приток на Дунав
- Няжлов (186 km, 3720 km2), десен приток на Арджеш

## О
- Олт (709 km, 24 010 km2), ляв приток на Дунав
- Олтец (185 km, 2663 km²), десен приток на Олт

## П
- Прахова (193 km, 3738 km²), ляв приток на Яломица
- Прут (950* km, в Румъния - ? km), ляв приток на Дунав

## Р
- Ръмнику Сърат (139 km, 943 km2), десен приток на Сирет

## С
- Сомеш (Самош) (418** km, 15 015 km²), ляв приток на Тиса
- Сирет (740* km, в Румъния - ? km), ляв приток на Дунав
- Суха река (125.8* km, в Румъния - ? km), влива се в езерото Олтина
- Сучава (173 km, 2625 km²), десен приток на Сирет

## Т
- Тимиш (340* km, в Румъния - ? km), ляв приток на Дунав
- Тиса (966* km, в Румъния – ? km, 157 186 km²), ляв приток на Дунав
- Тротуш, десен приток на Сирет
- Търнава Маре (223 km, 3666 km²), ляв приток на Търнава (ляв приток на Муреш)
- Търнава Мике (196 km, 2071 km²), десен приток на Търнава (ляв приток на Муреш)

## Я
- Яломица (414 km, 10 350 km2), ляв приток на Дунав